# 31-й окремий полк зв’язку та радіотехнічного забезпечення (Україна)
31-й окремий полк зв’язку та радіотехнічного забезпечення імені гетьмана Михайла Дорошенка (31 ОПЗ та РТЗ, в/ч А0799) — формування військ зв'язку в складі повітряних сил України.

## Історія

### СРСР
Частина була сформована у Львові 10 травня 1941 року як 618-й окремий батальйон зв’язку 4-ї дивізії ППО на базі 187-ї окремої роти зв’язку 6-ї бригади ППО, що також розташовувалася у Львові. Формував батальйон т. в. о. командира молодший лейтенант М. Івашин. 
З початком німецько-радянської війни батальйон розпочав виконання бойових завдань із забезпечення зв’язком 4-ї дивізії ППО.
У ніч на 26 червня 1941 року батальйон разом із військами 6-ї армії почав відступати у напрямку Тернополя, де разом з бійцями 80-ї стрілецької дивізії брав участь в обороні міста.
Надалі батальйон перекинули до Києва, а у серпні 1941 року до Харкова, де він виконував завдання із забезпечення обладнання командного пункту дивізії ППО, наведення постійних ліній зв’язку та організації радіозв’язку з частинами ППО. У січні 1942 року 4-та дивізія ППО, де якої входив батальйон, забезпечувала протиповітряну оборону та прикриття залізничних станцій і ліній поповнення матеріальних засобів військ Брянського, Донського та Південно-Західного фронтів. 
У серпні 1942 року батальйон передислокували до міста Борисоглєбська для забезпечення зв'язком району ППО.
Навесні та влітку 1943 року батальйон забезпечував зв'язок командуванню Воронізького району ППО в районі міста Курська. В ході битви на Курській дузі воїни батальйону забезпечували управління частинами ППО, що протидіяли нальотам німецької авіації. Після завершення битви, під час контрнаступу радянських військ, батальйон брав участь у Київській наступальній операції. Зі складу батальйону в цей час була виділена оперативна група, яка 6 листопада у складі передових військ фронту переправилася понтонним мостом і ввійшла до Києва. Потім частина залишилася у Києві, а її особовий склад забезпечував зв'язок підрозділам, що захищали об'єкти Києва та переправи через Дніпро від повітряних нальотів.
8 січня 1944 року командувач Київського району ППО вручив частині Бойовий прапор.
До кінця бойових дій 618-й окремий батальйон зв'язку (в/ч 11038) у Києві продовжував виконувати завдання із забезпечення зв'язком командування 7-го корпусу ППО, до якого він входив і завданням якого була протиповітряна оборона Києва та Київської області. Загалом, у складі дієвої армії 618-й окремий батальйон зв'язку перебував у період між 22 червня 1941-го й 1 серпня 1944 років. Більше ніж половина його військовослужбовців були відзначені державними нагородами.
1947 року батальйон переформували у 458-му окрему роту зв'язку (в/ч 11038) 41-ї зенітної артилерійської дивізії, створеної на основі 7-го корпусу ППО, а після переформування 41-Ї зенітної артилерійської дивізії у Київський район ППО рота ввійшла до його складу. 
20 листопада 1948 року було створено 381-й окремий батальйон зв'язку (в/ч 11038). Його формування відбувалося на базі 458-ї окремої роти зв'язку. Особовий склад на доукомплектування прибував із зенітних частин. Батальйон (загальна чисельність — 194 особи) увійшов до складу військ ППО Київського району ППО. 
20 грудня 1950 року на базі 381-го окремого батальйону зв'язку було створено 20-й полк зв'язку (в/ч 11038) військ Київського району ППО (загальною чисельністю 657 осіб).
30 квітня 1954 року, під час реорганізації військ ППО, коли була створена Київська армія ППО з управлінням і штабом у Києві, полк переформували у 133-й вузол зв'язку (в/ч 11038, загальна чисельність 750 осіб) Київської армії ППО (надалі — 8-ї окремої армії ППО). 
У липні 1954 року вузол зв'язку, який раніше базувався у Печерському районі Києва, передислокували на Повітрофлотське шосе (військове містечко №110). 
Протягом 1960-1970-х років вузол зв'язку отримував нову апаратуру зв'язку, а його чисельність збільшилася до 896 осіб, і він уже займав чотири військові містечка у Києві. Особовий склад брав участь у великих навчаннях військ ППО, як-от: «Південь-71», «Зеніт-72», «Удар-79», «Граніт» та інші.

### Україна

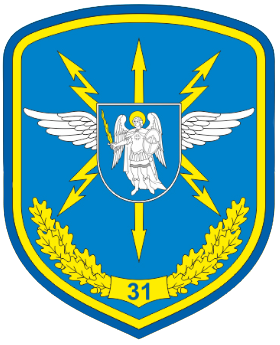
Емблема 31-го полку зв'язку та управління (до 2021 року)

З проголошенням державної незалежності вузол зв'язку включили до складу Збройних сил України, а його особовий склад разом з іншими військовослужбовцями Київського гарнізону у січні 1992 року присягнув на вірність народові України.
1 травня 1993 року 133-й вузол зв'язку 8-ї окремої армії ППО переформували у 18-й вузол зв'язку військ ППО України. Далі частину переформували у 31-шу бригаду зв'язку Командування військ ППО Збройних сил України. 
2004 року бригаду було реорганізовано в 31-й полк зв'язку Повітряного командування «Центр».
Це перший полк, що прийняв до себе на службу капеланів.
З 2014 року полк виконував важливі завдання із прикриття повітряних рубежів України в зоні АТО.
29 жовтня 2016 року у частині відбулося відкриття футбольного майданчика зі штучним покриттям, який було побудовано за підтримки Федерації футболу України та меценатів. 
7 травня 2021 року відбулись урочистості з нагоди Дня заснування військової частини А0799 і відбулося відкриття та освячення на її території каплички.
23 серпня 2021 року полку присвоєно почесне найменування «імені гетьмана Михайла Дорошенка».